# Кирпичное (Краснодарский край)
Кирпичное — село в Туапсинском районе Краснодарского края. Входит в состав муниципального образования «Георгиевское сельское поселение».

## География
Селение расположено в южной части Туапсинского района, на правом берегу реки Туапсе. Находится в 4 км к западу от административного центра — Георгиевское, в 18 км к северо-востоку от районного центра Туапсе и в 100 км к югу от города Краснодар. Через село проходят федеральная автотрасса Р-254 «Туапсе-Майкоп» и железнодорожная ветка «Туапсе-Армавир» (остановочная платформа «Кирпичный»), пересекающие Главный Кавказский хребет через Гойтхский перевал.
Граничит с землями населённых пунктов: Цыпка на юго-западе, Кривенковское на северо-востоке и Георгиевское на востоке.
Населённый пункт расположен на южном склоне Главного Кавказского хребта и окружён горными грядами со смешанным сосновым и лиственным лесом. Средние высоты на территории села составляют 262 метра над уровнем моря. Наивысшей точкой является гора Невеб (561 м), расположенное к северу от села.
Гидрографическая сеть представлена рекой Туапсе и её притоками — Алепси (слева), Чистая Южная и Чумакова (справа). К югу от села расположено озеро-пруд (бывший карьер кирпичного завода).
Климат в селе субтропический. Среднегодовая температура воздуха составляет около +12,5°С, со средними температурами июля около +22,5°С, и средними температурами января около +4°С. Среднегодовое количество осадков составляет около 1100 мм в год. Основная часть осадков выпадает в зимний период. Важную роль также играют холодные воздушные массы дующие из северного склона Главного Кавказского хребта через перевалы.

## История
Село Кирпичное Георгиевского сельского Совета Туапсинского района зарегистрировано решением Краснодарского крайисполкома от 24 сентября 1958 года.
Своё название село получило от кирпичного завода, основанного при Иверско-Алексеевском женском монастыре (Георгиевский сельсовет).

## Население
| 1999 | 2002  | 2010  |
| ---- | ----- | ----- |
| 1168 | ↘1110 | ↗1188 |

Национальный состав
По данным Всероссийской переписи населения 2010 года:
| Народ    | Численность, чел. | Доля от всего населения, % |
| -------- | ----------------- | -------------------------- |
| русские  | 881               | 74,1 %                     |
| армяне   | 108               | 9,1 %                      |
| адыги    | 28                | 2,4 %                      |
| украинцы | 13                | 1,1 %                      |
| другие   | 158               | 13,3 %                     |
| всего    | 1 188             | 100 %                      |

## Образование
- Средняя общеобразовательная школа № 28 — ул. Майкопская, 29.

## Здравоохранение
- Участковая больница — ул. Майкопская, 21.

## Экономика
Как и в других населённых пунктах горной зоны Туапсинского района главную роль в экономике села играет садоводство (в частности яблоневые и вишнёвые сады, посадки фундука). В заброшенном состоянии стоит кирпичный завод. К северу от села, в селе Кривенковское на горе Невеб, расположен крупный карьер-каменоломня.
Также важную роль в экономике села играют горный туризм и географическая расположенность села на пересечении важных автомобильных и железных дорог.

## Улицы
Улицы
| Вишнёвая  |
| Горная    |
| Заводская |
| Лесная    |

| Майкопская |
| Молодёжная |
| Набережная |

| Озёрная  |
| Садовая  |
| Чумакова |

Переулки
| Заводской |
| Заречный  |

| Солнечный |

| Чистый |